# Ponaryo Astaman
Ponaryo Astaman (Balikpapan, Indonesia; 25 de septiembre de 1979) es un exfutbolista y entrenador de fútbol de Indonesia que jugaba en la posición de centrocampista.

## Carrera

### Club
| Periodo   | Club                       | Apariciones | Goles |
| --------- | -------------------------- | ----------- | ----- |
| 2000−2003 | PKT Bontang                | 60          | 12    |
| 2003−2006 | PSM Makassar               | 58          | 4     |
| 2006−2007 | Melaka TMFC                | 20          | 12    |
| 2007−2008 | Arema Malang               | 34          | 2     |
| 2008−2009 | Persija Jakarta            | 32          | 1     |
| 2009−2013 | Sriwijaya FC               | 85          | 4     |
| 2013−2016 | PSM Makassar               | 36          | 12    |
| 2014–2015 | → Persija Jakarta (cedido) | 5           | 1     |
| 2016–2017 | Borneo FC                  | 24          | 0     |

### Selección nacional
Jugó para Indonesia en 61 ocasiones de 2003 a 2013 y anotó dos goles; participó en dos ediciones de la Copa Asiática.

## Logros

### Club
- Indonesia Super League: 2011–12
- Piala Indonesia: 2010
- Indonesian Community Shield: 2010
- Indonesian Inter Island Cup: 2010, 2012

### Selección nacional
- Indonesian Independence Cup: 2008

### Individual
- Mejor Jugador de la Liga Indonesia Premier Division: 2004